# 6Х9

Нож боевой 6Х9 (произносится 6 ха 9)— холодное клинковое оружие для ВС РФ. Входит в состав боевой экипировки «Ратник». Впервые штык-нож в составе экипировки был представлен на авиасалоне МАКС-2011.

## Конструкционные особенности
Нож 6Х9 имеет клинок, относящийся по форме к типу Drop Рoint[неизвестный термин] с 2-сторонней симметричной заточкой и с долами для его облегчения. Изготовлен из высоколегированной нержавеющей стали 95Х18.
На клинок нанесено нанокомпозитное покрытие на основе титана, имеющее высокую твёрдость и износостойкость. Поверхность клинка имеет специальную обработку для уменьшения демаскирующих бликов.
В комплект боевого ножа входят:
- боевой нож 6Х9
- ножны с кусачками и бруском для заточки
- чехол для ножен
- страховочный шнур
- защёлка для крепления на ремне и ремень для фиксации на ноге

Модификацией боевого ножа 6Х9 для размещении на стрелковом оружии является штык-нож 6Х9-1.
Ножны изготовлены из ударостойкого пластика с размещённым на них приспособлением для перекусывания стальной проволоки и алмазным бруском для правки режущей кромки.

## Тактико-технические параметры[1]
Нож боевой 6Х9
Длина ножа — не более 281 мм
Длина ножа с ножнами — не более 330 мм
Масса ножа — не более 270 грамм
Масса ножа с ножнами и элементами крепления — не более 700 грамм
Выдерживаемая нагрузка — приложенная к середине рукояти, при закреплении клинка по всей длине не менее 100 кг
Время извлечения из ножен — не более 2 секунд
Штык-нож 6Х9-1
Длина штык-ножа — не более 290 мм
Длина клинка — не более 162 мм
Длина штык-ножа с ножнами — не более 340 мм
Ширина клинка — не более 30 мм
Толщина клинка — 5 мм
Масса штык-ножа — не более 325 грамм
Масса штык-ножа с ножнами и элементами крепления — не более 750 грамм
Выдерживаемая нагрузка — приложенная к середине рукояти, при закреплении клинка по всей длине не менее 100 кг
Время извлечения из ножен — не более 2 секунд